# XR311・コンバットバギー
XR311・コンバットバギー（日本国外での名称：COMBAT SUPPORT VEHICLE - コンバット・サポート・ビークル）とは田宮模型（現・タミヤ）が初めてオフロードバギーとして発売したラジコン模型自動車である。

## 概要
1977年発売。米軍が次期高機動車として開発したものの、採用には至らなかった「XR311」をモデル化し（スケールは当時の主流であった1/12スケール）ている。タミヤのRCカーとしては４番手となる、タミヤ初のオフロードRCカー。翌年にはシャーシそのほかを共通とした「ランボルギーニ・チーター」（6Vニッカドバッテリーパックと、無段階スピードコントローラを採用）を発売した。2000年復刻版が2012年に販売されることが発表された（スポット生産）。

## 製品
シャーシはジュラルミン板材をプレス成型したメインフレームに、同じくプレス成型のサブフレームを前後に配し、これを介して前後バルクヘッドがマウントされるラダーフレーム構造。足回りは当時としては画期的なダブルウィッシュボーン4輪独立懸架が奢られ、これをダンパー機構こそ持たないもののメインフレーム下部前後に縦置きされた樹脂製ロッドのねじり弾性により制御するトーションバー方式とされた。このトーションバーはスプラインにより固定されており、この部分を調整することで車高およびバネ効果を変更できた。
タイヤは前後ともに中空ゴム製バルーンタイヤで、これを2ピースのホイールに装着、現在のように中心部をロックナットで止めるのではなく、アクスル側に一体化されたハブに5本のビスを介し取り付けられる。後部ギアボックスに縦置きで搭載されるモーターはマブチ製・RS-540Sで、これを3段のギアを介し、ベベルギアで左右に振り分けられ後輪へ伝達する。なお、デフギアは装備されなかった。また、ギア比も3段階に変更可能となっていた。
ボディはXR311高機動車を精密に再現したスチロール樹脂製で、プラスチックモデル同様、接着剤により組み立てる方式であった。このようにオフロード対応モデルとしてリリースされたものの、1/12と小ぶりとはいえ構成パーツに金属を多用したうえに複雑なボディのその車体は決して軽量とは言えず、当時はまだパック型のニッカド電池が同社から出ておらず電源に単2乾電池4本が指定されていたためモーターのパワーも発揮できず、樹脂製ロッドのトーションバー式サスペンションも耐久性が低く（これを受けて復刻版では、スチール製リーフトーションバーに変更された）、また組立式のボディも極端に壊れやすいなどいささか悪路走行における弊害が多く、後に本格的レーシングバギーとして登場したバギーチャンプに取って代わられ、1982年を以ってラインナップから外された。

## メカニズム
- シャーシ：サブフレーム付きジュラルミン製プレス成型ラダーフレーム
- サスペンション：
フロント：トーションバー式ダブルウィッシュボーン独立懸架、オイルダンパー無し
リア：トーションバー式ダブルウィッシュボーン独立懸架、オイルダンパー無し
- タイヤ・ホイール：フロント/リアともに同サイズの中空ゴム製バルーンタイヤを2ピースホイールに装着
- ボディ：樹脂製セミモノコック（組立式）
- 原動機：電気直流モーター マブチ・RS-540S
- 駆動形式：縦置きリアマウント・モーター 後輪駆動